# Ginkgoatatae
Clasa Ginkoatatae este o clasă de gimnosperme (Încrengăturii Pinophyta) care cuprinde un număr mic de reprezentanți (20 la număr), majoritatea fiind forme fosile. Reprezentanții acestei clase sunt cunoscuți din Permian. Aceste specii au atins o dezvoltare maximă în Mezozoic după care au intrat în declin. Astăzi mai supraviețuiește o singură specie Ginkgo biloba.

## Subîmpărțirea clasei Gikgoatatae (după Sârbu, 1999)
Clasa Ginkgoatatae are un singur ordin, iar ordinul o singură specie actuală. Restul speciilor sunt dispărute.
| Clasa       | Ordin      | Specii                             |
| Ginkoatatae | Ginkgoales | Arborele pagodelor (Ginkgo biloba) |
| ----------- | ---------- | ---------------------------------- |